# 老残游记
《老殘遊記》，清末四大譴責小說之一，署名鴻都百鍊生（坊間作洪都百鍊生）作，清代劉鶚著，共有正编20回，续集9回，外编残稿1卷，敘述江湖醫生「老殘」在遊歷中所見所聞所為，文筆生動，大受好評。本作也是劉鶚唯一的小說作品。所謂「老殘」的寓意是，劉鶚稱「棋局已殘，吾人將老，欲不哭泣也得乎？」，有的版本作「棋局已老，吾人將殘」，魯實先稱「或為傳抄之誤」。國立編譯館國中國文第三冊《大明湖》闡述「老殘」為姓鐵名英，號老殘，實為劉鶚自己化身的寫照。

## 歷史
| 晚清四大谴责小说 | 晚清四大谴责小说   |
| 作者             | 作品               |
| ---------------- | ------------------ |
| 刘鹗             | 老残游记           |
| 李寶嘉           | 官場現形記         |
| 吴沃堯           | 二十年目睹之怪現狀 |
| 曾樸             | 孽海花             |

《老殘遊記》最早開始於光緒二十九年（1903）九月，在上海商務印書館編印的《繡像小說》半月刊上連載，至1904年一月共13回，作者筆名為「洪都百鍊生」；但因《繡像小說》編者擅自刪編原著，作者於是停止連載不再續寫。爾後《老殘遊記》於《天津日日新聞》重新連載，作者則題名為「鴻都百鍊生」，「鴻都」典出《長恨歌》中「臨邛道士鴻都客」故知先前的「洪都」為印刷之誤。作者真實姓名並不為人所知。
直到1920年以後，北京大學教授蔡元培、胡適與劉鶚姪兒劉大鈞（字季陶）熟悉，方得略知梗概；1924年3月，顧頡剛撰〈「老殘遊記」之作者〉，刊登於《小說月報》15卷3期，原作者劉鶚的姓名正式宣布。
1930年，劉鶚四子劉大坤有意將劉氏天津古宅所尋獲劉鶚之手稿集結成《老殘遊記全編》出版，後因中國抗日戰爭爆發而暫停。1949年，劉大坤長子劉厚滋、次子劉厚澤將劉鶚手稿公之於世。1961年，中華書局正式出版《老殘遊記資料書》，其書內容含初編二十卷、二編九卷、外編殘卷；依據外編劉鶚所自述，《老殘遊記》應有三編六十卷，但因作者無妥善保存，後人無法一窺全貌。
總結自1903年至2003年以來，《老殘遊記》印行的中文版本共有186種。

## 評價
《老殘遊記》中玉賢（毓賢）和剛弼（剛毅）兩位清代官員，實際就是殘忍與剛愎的代表。魯迅在評論《老殘遊記》時寫道：「摘發所謂清官之可恨，或尤甚於贓官，言人所未嘗言，雖作者亦甚自喜」。《老殘遊記》也並非完全寫實，例如寫「莊宮保」影射山東巡撫張曜時便有不公正之描寫。《老殘遊記》一書對革命也有所反感，例如罵過孫中山領導革命黨是「制犬」、「毒龍」等等。
《老殘遊記》裡最擅長描寫風景的功夫，受到胡適的讚賞，「《老殘遊記》最擅長的是描寫的技術，無論寫人寫景，作者都不肯用套語爛調，總想鎔鑄新詞，作實地的描畫。望這點上，這部書可算是前無古人了。」

例如：〈明湖居聽書〉一文把音樂化為具體的部分：
|  | 王小玉便啟朱唇，髮皓齒，唱了幾句書兒。聲音初不甚大，只覺入耳有說不出來的妙境，五臟六腑裡，像熨斗熨過，無一處不伏貼，三萬六千個毛孔，像吃了人參果，無一個毛孔不暢快。唱了十數句之後，漸漸的越唱越高，忽然拔了一個尖兒，像一線綱絲拋入天際，不禁暗暗叫絕。那知他於那極高的地方，尚能迴環轉折；幾轉之後，又高一層，接連有三、四疊，節節高起，恍如由傲來峰西面攀登泰山的景象：初看傲來峰削壁千仞，以為上與天通；及至翻到傲來峰頂，才見扇子崖更在傲來峰上；及至翻到扇子崖，又見南天門更在扇子崖上───愈翻愈險，愈險愈奇。那王小玉唱到極高的三、四疊後，陡然一落，又極力騁其千迴百折的精神，如一條飛蛇在黃山三十六峰半中腰裡盤旋穿插，頃刻之間，周匝數遍…… |

魯迅在《中國小說史略》中稱，劉鶚的《老殘遊記》、李寶嘉的《官場現形記》、吳趼人的《二十年目睹之怪現狀》和曾樸的《孽海花》為「晚清四大譴責小說」。
胡適說：「這一段寫唱書的音韻，是很大膽的嘗試。音樂只能聽，不容易用文字寫出，所以不能不用許多具體的物事來作譬喻。白居易（《琵琶行》）、歐陽脩（《秋聲賦》）、蘇軾（赤壁賦》）都用過這個法子。」「劉鶚先生在這一段裡連用了七八種不同的譬喻，用新鮮的文字、明瞭的印象，使讀者從這些逼人的印象裡，感覺那無形象的音樂的妙處。這一次的嘗試總算是很成功的了。」
《老殘遊記》是一時興起，不經意而成的作品。美籍華人夏志清認為「從劉鶚在《老殘遊記》中所表現出的藝術才能來看，不是不會撰述面面俱圓的故事，而是他不滿前人以情節為中心的小說，又有野心包攬更高更繁雜的完整性，以與他個人對國計民生的看法互相呼應」；又說：「《老殘遊記》文如其題，是主人翁所視、所思、所言、所行的第三人稱的遊記，這遊記對佈局或多或少是漫不經心的，又鍾意貌屬枝節或有始無終的事情，使它大類於現代的抒情小說，而不似任何型態的傳統中國小說。」，結論《老殘遊記》是「近乎革命式的成就」。

## 外文譯本
早在1929年，《老残游记》就有了亞瑟偉利译的原书第三回，刊于《亚洲》杂志十一月號，篇名為The Singing Girl；1939年，林疑今和葛德顺的Tramp Doctor's Travelogue（行医见闻），是全譯本。
1936年，林语堂将《老残游记》二集六回的譯文，题名《泰山的尼姑》（A Nun of Taishan），后来林语堂在1951年又有《老残游记》节译本Widow, Nun and Courtesan: three novelettes from the Chinese（寡妇、尼姑和名妓）。杨宪益的Mr. Decadent: notes taken in an outing ，1983年杨宪益和戴乃迭夫妇的译本The Travels of Lao Can出现，但直至康奈尔大学出版社1952年由谢迪克译本的出现，才改变了该书没有全译本的局面。谢迪克的这个译本由译林出版社于2005年出版 ，作为《大中华文库》之一种。
冈崎俊夫譯有日文譯本，1941年由生活社出版。捷克著名汉学家普实克於1946年出版捷克文譯本。俄文译本《老残游记》1958年於莫斯科出版，译者为谢马诺夫（B.Семанов）。德国汉斯·屈柏纳（Hans Kuhner）在1989年出版德文譯版。

## 賞析
第十二回寫「雪月交輝景致」，胡適認為是中國文學史上最大貢獻的描寫：
「抬起頭來看那南面的山，一條雪白，映著月光分外好看。一層一層的山嶺，卻不大分辨得出；又有幾片白雲，夾在裡面，所以看不出是雲是山。及至定神看去，方才看出哪是雲，哪是山來。雖然雲也是白的，山也是白的，雲也有亮光，山也有亮光，只因為月在雲上，雲在月下，所以雲的亮光，是從背面透過來的；那山卻不然，山上的亮光，是由月光照到山上，被那山上的雪反射過來，所以光是兩樣子的。然只就稍近的地方如此，那山往東去，越望越遠，漸漸的天也是白的，山也是白的，雲也是白的，就分辨不出什麼來了。老殘對著雪月交輝的影子，想起謝靈運的詩，『明月照積雪，北風勁且哀』兩句，若非經歷北方苦寒景象，那裡知道『北風勁且哀』的個『哀』字下得好呢？」
胡適結論道：「《老殘遊記》在中國文學史上最大的貢獻卻不在於作者的思想，而在於作者描寫風景人物的能力。」
這兩篇還被節錄之後，收錄在香港和台灣的中學課程讀本內，定名為〈明湖居聽書〉、〈雪月交輝〉。